# Ярмут (муніципальний район, Нова Шотландія)
Ярмут (англ. Yarmouth) — муніципальний район в Канаді, у провінції Нова Шотландія, центр однойменного графства.

## Населення
За даними перепису 2016 року, муніципальний район нараховував 9845 осіб, показавши скорочення на 2,6%, порівняно з 2011-м роком. Середня густина населення становила 16,8 осіб/км².
З офіційних мов обидвома одночасно володіли 1 685 жителів, тільки англійською — 8 080, тільки французькою — 10. Усього 110 осіб вважали рідною мовою не одну з офіційних.
Працездатне населення становило 62% усього населення, рівень безробіття — 8,2% (9,2% серед чоловіків та 6,9% серед жінок). 87,4% осіб були найманими працівниками, а 11,5% — самозайнятими.
Середній дохід на особу становив $37 842 (медіана $29 715), при цьому для чоловіків — $44 775, а для жінок $31 303 (медіани — $35 218 та $25 447 відповідно).
20,6% мешканців мали закінчену шкільну освіту, не мали закінченої шкільної освіти — 26,2%, 53,1% мали післяшкільну освіту, з яких 23,8% мали диплом бакалавра, або вищий, 30 осіб мали вчений ступінь.
| Статево-вікова структура населення | Статево-вікова структура населення | Статево-вікова структура населення | Статево-вікова структура населення | Статево-вікова структура населення |
| ---------------------------------- | ---------------------------------- | ---------------------------------- | ---------------------------------- | ---------------------------------- |
|                                    |                                    |                                    |                                    |                                    |
| Всього                             | Всього                             | 48,8%51,2%                         |                                    |                                    |
| 0 — 14 років                       | 0 — 14 років                       |                                    | 13,9%                              | 13,9%                              |
| 15 — 64 років                      | 15 — 64 років                      |                                    | 63,6%                              | 63,6%                              |
| 65 і більше                        | 65 і більше                        |                                    | 22,4%                              | 22,4%                              |
| 85 і більше                        | 85 і більше                        |                                    | 2,5%                               | 2,5%                               |
| Середній вік (років)               | Середній вік (років)               | 44,545,8                           | 45,2                               | 45,2                               |
| Медіана (років)                    | Медіана (років)                    | 47,749,3                           | 48,5                               | 48,5                               |
| — чоловіки — жінки                 |                                    |                                    |                                    |                                    |

| Походження мешканців:     | Походження мешканців:     | Походження мешканців: | Походження мешканців: | Походження мешканців: |
| ------------------------- | ------------------------- | --------------------- | --------------------- | --------------------- |
| Походження                |                           |                       | осіб                  | %                     |
| Корінні американці        | Корінні американці        |                       | 2 070                 | 21.3%                 |
| Інше північноамериканське | Інше північноамериканське |                       | 5 710                 | 58.74%                |
| Європейське               | Європейське               |                       | 6 390                 | 65.74%                |
| британське                | британське                |                       | 4 750                 | 48.87%                |
| французьке                | французьке                |                       | 2 690                 | 27.67%                |
| українське                | українське                |                       | 25                    | 0.26%                 |
| Карибське                 | Карибське                 |                       | 30                    | 0.31%                 |
| Африканське               | Африканське               |                       | 95                    | 0.98%                 |
| Азійське                  | Азійське                  |                       | 155                   | 1.59%                 |

| Зайнятість населення за галузями (за класифікацією NOC): | Зайнятість населення за галузями (за класифікацією NOC): | Зайнятість населення за галузями (за класифікацією NOC): | Зайнятість населення за галузями (за класифікацією NOC): | Зайнятість населення за галузями (за класифікацією NOC): |
| -------------------------------------------------------- | -------------------------------------------------------- | -------------------------------------------------------- | -------------------------------------------------------- | -------------------------------------------------------- |
|                                                          |                                                          |                                                          |                                                          |                                                          |
| Управління                                               | Управління                                               |                                                          | 8,5%                                                     | 8,5%                                                     |
| Бізнес, фінанси та адміністрування                       | Бізнес, фінанси та адміністрування                       |                                                          | 12,6%                                                    | 12,6%                                                    |
| Природничі та прикладні науки                            | Природничі та прикладні науки                            |                                                          | 3,7%                                                     | 3,7%                                                     |
| Охорона здоров'я                                         | Охорона здоров'я                                         |                                                          | 10,7%                                                    | 10,7%                                                    |
| Освіта, правозахист, муніципальні та урядові служби      | Освіта, правозахист, муніципальні та урядові служби      |                                                          | 9,5%                                                     | 9,5%                                                     |
| Мистецтво, культура, відпочинок та спорт                 | Мистецтво, культура, відпочинок та спорт                 |                                                          | 1,5%                                                     | 1,5%                                                     |
| Роздрібна торгівля та послуги                            | Роздрібна торгівля та послуги                            |                                                          | 24,5%                                                    | 24,5%                                                    |
| Гуртова торгівля, транспорт та обладнання                | Гуртова торгівля, транспорт та обладнання                |                                                          | 11,8%                                                    | 11,8%                                                    |
| Природні ресурси, сільське господарство                  | Природні ресурси, сільське господарство                  |                                                          | 11,5%                                                    | 11,5%                                                    |
| Виробництво                                              | Виробництво                                              |                                                          | 5,6%                                                     | 5,6%                                                     |

## Клімат
Середня річна температура становить 7°C, середня максимальна – 20,4°C, а середня мінімальна – -7,8°C. Середня річна кількість опадів – 1 264 мм.
| Клімат поселення                              | Клімат поселення | Клімат поселення | Клімат поселення | Клімат поселення | Клімат поселення | Клімат поселення | Клімат поселення | Клімат поселення | Клімат поселення | Клімат поселення | Клімат поселення | Клімат поселення | Клімат поселення |
| Показник                                      | Січ.             | Лют.             | Бер.             | Квіт.            | Трав.            | Черв.            | Лип.             | Серп.            | Вер.             | Жовт.            | Лист.            | Груд.            |                  |
| Середній максимум, °C                         | 1,06             | 1,20             | 4,57             | 9,73             | 14,58            | 18,69            | 20,37            | 20,32            | 17,70            | 13,06            | 8,64             | 3,18             |                  |
| Середня температура, °C                       | −3,38            | −3,23            | 0,14             | 5,30             | 10,15            | 14,26            | 16,70            | 16,65            | 14,03            | 9,39             | 4,98             | −0,49            |                  |
| Середній мінімум, °C                          | −7,8             | −7,65            | −4,29            | 0,87             | 5,72             | 9,84             | 13,03            | 12,98            | 10,36            | 5,72             | 1,30             | −4,16            |                  |
| Норма опадів, мм                              | 126              | 100              | 110              | 101              | 97               | 93               | 84               | 83               | 91               | 107              | 132              | 140              |                  |
| Середньомісячна швидкість вітру, м/с          | 4.82             | 4.84             | 4.77             | 4.55             | 4.06             | 3.80             | 3.36             | 3.32             | 3.77             | 4.39             | 4.72             | 4.95             |                  |
| Середньомісячна сонячна радіація, кДж/м²·день | 5079             | 8041             | 12043            | 15470            | 18342            | 20533            | 20212            | 18024            | 13881            | 9135             | 5415             | 4112             |                  |
| --------------------------------------------- | ---------------- | ---------------- | ---------------- | ---------------- | ---------------- | ---------------- | ---------------- | ---------------- | ---------------- | ---------------- | ---------------- | ---------------- | ---------------- |
| Джерело:                                      |                  |                  |                  |                  |                  |                  |                  |                  |                  |                  |                  |                  |                  |